# Élections locales écossaises de 2003 à Shetland
Pour un article plus général, voir Élections locales écossaises de 2003.

Les élections locales écossaises de 2003 à Shetland se sont tenues le 1er mai 2003.

## Composition du conseil
Majorité absolue : 12 sièges
| Parti               | Sièges  |
| ------------------- | ------- |
| Indépendant         | 17 / 22 |
| Libéraux-démocrates | 5 / 22  |